# Банан Маклая
Банан Маклая (лат. Musa maclayi) — вид рода Банан (Musa), названный Фердинандом Мюллером в честь Н. Н. Миклухо-Маклая. Растёт на Соломоновых Островах и в Папуа — Новая Гвинея.

## Инфравидовые таксоны
По данным The Plant List, выделяют разновидность:
- Musa maclayi var. erecta (N.W.Simmonds) Argent (1976)[3]